# Willy Rösingh
Wilhelm Herman Conrad Enno "Willy" Rösingh, född 2 december 1900 i Amsterdam, död 5 juni 1976 i Amsterdam, var en nederländsk roddare.
Rösingh blev olympisk guldmedaljör i tvåa utan styrman vid sommarspelen 1924 i Paris.